# They Will Return
They Will Return es el segundo álbum de la banda finlandesa de melodeath/power metalKalmah. Es el segundo álbum de toda su discografía, y fue estrenado en el año 2002, y fue grabado durante noviembre de 2001.

## Lista de canciones
Las canciones fueron compuestas por Kokko, Hiltula y Lehtinen.
1. Hollow Heart (4:44)
2. Swamphell (4:52)
3. Principle Hero (4:24)
4. Human Fates (5:50)
5. They Will Return (3:53)
6. Kill the Idealist (5:13)
7. The Blind Leader (4:06)
8. My Nation (5:30)
9. Skin o' My Teeth (2:59) (cover de Megadeth)

## Créditos
- Pasi Hiltula (teclado)
- Mika Jussila (masterización)
- Pekka Kokko (guitarra, vocales)
- Antti Kokko (guitarra)
- Ahti Kortelainen (ingeniero y productor)
- Janne Kusmin (batería)
- Timo Lehtinen (bajo)
- Juha Vuorma (material gráfico)